# Pardosa completa
Pardosa completa är en spindelart som först beskrevs av Roewer 1959.  Pardosa completa ingår i släktet Pardosa och familjen vargspindlar.
Artens utbredningsområde är Moçambique. Inga underarter finns listade i Catalogue of Life.